# 藤まる
藤まる（ふじまる、1985年3月3日 - ）は、日本のライトノベル作家・小説家。大阪府出身。兵庫県在住。

## 経歴・人物
2012年、アスキー・メディアワークス主催の第19回電撃小説大賞に応募した「明日、僕は死ぬ。君は生き返る。」が金賞（第2席）を受賞。翌2013年に同作品を『明日、ボクは死ぬ。キミは生き返る。』と改題して刊行し作家デビュー。台湾語版著書での作者名は藤萬留と表記されている。
同作品執筆の半年ほど前、会社での立場が危うくなり、病気で入院するなど嫌なことが立て続けに起こったことで何かしようと考えた結果、執筆に辿りついた。少年マンガファンで、中でも『ドラゴンボール』は大学時代に卒業論文のテーマに選択した。特にベジータのツンデレな部分や痛々しいところが好きで、いずれ自身の小説にも生かしたいと述べている。

## 作品

### 単行本
- 『明日、ボクは死ぬ。キミは生き返る。』シリーズ（電撃文庫）
- 時給三〇〇円の死神 （双葉文庫、2017年12月14日) ISBN 978-4-575-52062-0
- さとり世代の魔法使い （双葉文庫、2019年3月14日) ISBN 978-4-575-52204-4
- 午前3時33分、魔法道具店ポラリス営業中（PHP文芸文庫、2020年1月9日）ISBN 978-4-569-76983-7

### 単行本未収録作品
- 「明日、ボクは死ぬ。キミは生き返る。雪瑚、おにいさまのトクベツを探す。」 - 『電撃文庫MAGAZINE』2013年7月号 掲載
- 「明日、ボクは死ぬ。キミは生き返る。〜Last Page〜」- 『電撃文庫』×『MOSAIC.WAV』イメージCD特典小説 2017年4月発売

## 受賞歴
- 第19回 電撃小説大賞 金賞（2012年10月）